# فويادين بوبوفيتش
فويادين بوبوفيتش (بالصربية: Вујадин Поповић) (14 مارس 1957، بوبوفيتشي، جمهورية البوسنة والهرسك الاشتراكية) هو مُجرم حرب صرب بوسني، شارك في الحرب في البوسنة والهرسك وأدين بارتكاب جرائم الإبادة الجماعية والإبادة و القتل و الاضطهاد وحُكم عليه بالسجن مدى الحياة. كان بوبوفيتش عسكريا برُتبة مُقدم ورئيسا للأمن في فيلق درينا في جيش جمهورية صرب البوسنة.
في عام 1995، كان حاضرا وفي الخدمة في المناطق التي تقع تحت لواء فيلق درينا، وهي مناطق سربرنيتسا ودونيي بوتوتشاري وبراتوناتس وزفورنيك. اتهمت المحكمة الجنائية الدولية ليوغوسلافيا السابقة بوبوفيتش بتُهمة الإبادة الجماعية والتآمر لارتكاب إبادة جماعية والإبادة والقتل والاضطهاد والنقل القسري والترحيل. ويُزعم أن هذه الجرائم وقعت بين يوليو ونوفمبر 1995.
في 26 مارس 2002، أصدرت المحكمة الجنائية الدولية ليوغوسلافيا السابقة لائحة اتهام ضده لضُلوعه في مذبحة سربرينيتشا. سلم نفسه ونُقل إلى لاهاي في 14 أبريل 2005. بعد أربعة أيام، ظهر في المحكمة وناشد بأنه «غير مذنب». في 10 يونيو 2010، أصدرت الدائرة الابتدائية حُكماً بأنه كان حاضراً مع قوات صرب البوسنة في بوتوتشاري في 12 يوليو وكان على علم بالعدد الكبير من الرجال من بين آلاف المسلمين البوشناق الذين تجمعوا في بوتوتشاري في ذلك اليوم. واقتنعت الدائرة الابتدائية بما لا يدع مجالا للشك بأن بوبوفيتش ضالع تماما في تنظيم عملية القتل التي جرت في منطقة زفورنيك. ووجدت الدائرة الابتدائية أن بوبوفيتش كان عضوا في اللجنة الإجرامية المشتركة (JCE) لقتل الذكور من المسلمين البوشناق في سريبرينيتسا، وأنه شارك في تلك اللجنة بقصد الاضطهاد. وقد أُدين بالإبادة الجماعية والإبادة والقتل والاضطهاد وحُكم عليه بالسجن مدى الحياة.
في 8 سبتمبر 2010، قدم الدفاع والادعاء إشعاراتهما بالاستئناف. وافقت دائرة الاستئناف على طلب الدفاع لتغيير ترتيب الحجج في موجز الاستئناف. في 30 يناير 2015 حُكم عليه بالسجن مدى الحياة.